# Walt Frazier
Walter "Clyde" Frazier Jr. (Atlanta, Georgia, 29 de marzo de 1945) es un exjugador de baloncesto estadounidense de la década de los 70 que jugó durante 13 temporadas en la NBA, diez de ellas para los New York Knicks. Con 1,93 metros de altura, jugaba en la posición de base. En la actualidad es comentarista deportivo para la televisión.

## Trayectoria deportiva

### Universidad
Después de una exitosa carrera como jugador en su instituto, tuvo difícil elegir universidad en su estado de nacimiento, Georgia, debido a la segregación racial que en aquella época marcaba la política de universidades como Georgia Tech u otras universidades del sur, que no admitían alumnos afroamericanos. Tuvo que trasladarse al estado de Illinois para poder competir allí en la pequeña Universidad de Southern Illinois, de la II División de la NCAA. Promedió, en dos temporadas, 17,7 puntos y 10,6 rebotes.

### NBA

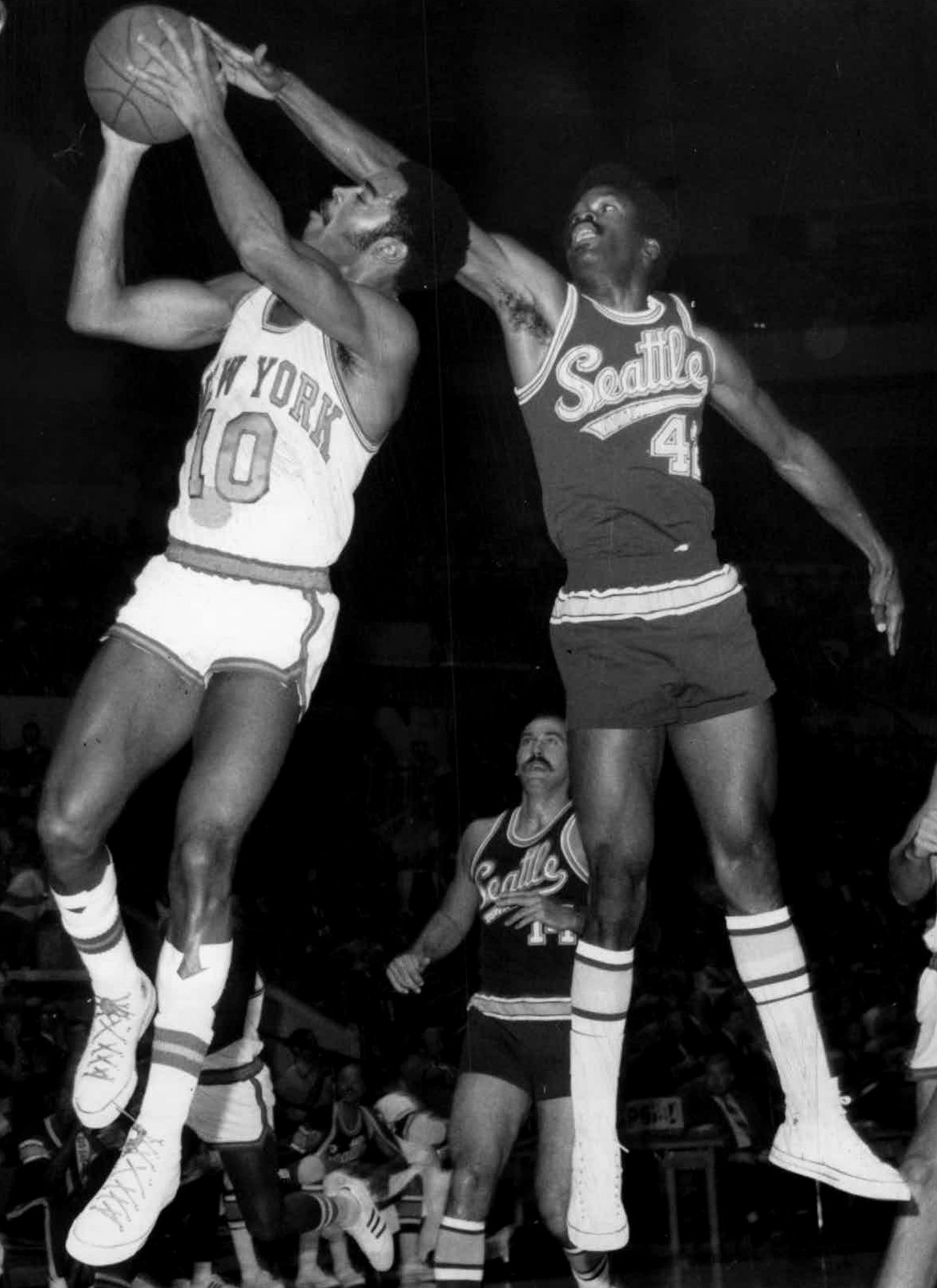
Frazier, defendido por Lucius Allen.

Fue elegido en la quinta posición de la primera ronda del Draft de la NBA de 1967 por New York Knicks. En aquella época se ganó el apodo de "Clyde" al llevar un sombrero parecido al de Warren Beatty en la película Bonnie and Clyde. La marca deportiva Puma tiene en sus modelos una edición dedicada a él: Las míticas Puma Clyde, siendo el primer jugador de baloncesto profesional en dar el máximo rendimiento con tenis de perfil bajo y con colores no tradicionales. En su primer año fue elegido en el mejor quinteto de novatos de la liga.
Durante sus diez temporadas en los Knicks consiguió dos anillos de campeón de la NBA en los años 1970 y 1973. Fue 7 veces All Star y formó parte del mejor quinteto de la temporada en 4 ocasiones. Finalizó su carrera en Cleveland Cavaliers. Sus promedios durante todas estas temporadas fueron de 18,9 puntos, 5,9 rebotes y 6,1 asistencias.

## Estadísticas de su carrera en la NBA
|  | Denota temporadas en las que ganó un Campeonato de la NBA |

### Temporada regular
| Año      | Equipo    | PJ  | PT | MPP  | %TC  | %3P  | %TL   | RPP | APP | ROB | TPP | PPP  |
| -------- | --------- | --- | -- | ---- | ---- | ---- | ----- | --- | --- | --- | --- | ---- |
| 1967-68  | New York  | 74  |    | 21.5 | .451 |      | .655  | 4.2 | 4.1 |     |     | 9.0  |
| 1968-69  | New York  | 80  |    | 36.9 | .505 |      | .746  | 6.2 | 7.9 |     |     | 17.5 |
| 1969-70  | New York  | 77  |    | 39.5 | .518 |      | .748  | 6.0 | 8.2 |     |     | 20.9 |
| 1970-71  | New York  | 80  |    | 43.2 | .494 |      | .779  | 6.8 | 6.7 |     |     | 21.7 |
| 1971-72  | New York  | 77  |    | 40.6 | .512 |      | .808  | 6.7 | 5.8 |     |     | 23.2 |
| 1972-73  | New York  | 78  |    | 40.8 | .490 |      | .817  | 7.3 | 5.9 |     |     | 21.1 |
| 1973-74  | New York  | 80  |    | 41.7 | .472 |      | .838  | 6.7 | 6.9 | 2.0 | 0.2 | 20.5 |
| 1974-75  | New York  | 78  |    | 41.1 | .483 |      | .828  | 6.0 | 6.1 | 2.4 | 0.2 | 21.5 |
| 1975-76  | New York  | 59  |    | 41.1 | .485 |      | .823  | 6.8 | 5.9 | 1.8 | 0.2 | 19.1 |
| 1976-77  | New York  | 76  |    | 35.4 | .489 |      | .771  | 3.9 | 5.3 | 1.7 | 0.1 | 17.4 |
| 1977-78  | Cleveland | 51  |    | 32.6 | .471 |      | .850  | 4.1 | 4.1 | 1.5 | 0.3 | 16.2 |
| 1978-79  | Cleveland | 12  |    | 23.3 | .443 |      | .778  | 1.7 | 2.7 | 1.1 | 0.2 | 10.8 |
| 1979-80  | Cleveland | 3   |    | 9.0  | .364 | .000 | 1.000 | 1.0 | 2.7 | 0.7 | 0.3 | 3.3  |
| Total    | Total     | 825 | ?  | 37.5 | .490 | .000 | .786  | 5.9 | 6.1 | 1.9 | 0.2 | 18.9 |
| All-Star | All-Star  | 7   | 7  | 26.1 | .449 |      | .857  | 3.9 | 3.7 | 1.3 | 0.0 | 12.6 |

### Playoffs
| Año   | Equipo   | PJ | PT | MPP  | %TC  | %3P | %TL  | RPP | APP | ROB | TPP | PPP  |
| ----- | -------- | -- | -- | ---- | ---- | --- | ---- | --- | --- | --- | --- | ---- |
| 1968  | New York | 4  |    | 29.8 | .364 |     | .778 | 5.5 | 6.3 |     |     | 9.5  |
| 1969  | New York | 10 |    | 41.5 | .503 |     | .596 | 7.4 | 9.1 |     |     | 21.2 |
| 1970  | New York | 19 |    | 43.9 | .478 |     | .764 | 7.8 | 8.2 |     |     | 16.0 |
| 1971  | New York | 12 |    | 41.8 | .529 |     | .733 | 5.8 | 4.5 |     |     | 22.6 |
| 1972  | New York | 16 |    | 44.0 | .536 |     | .736 | 7.0 | 6.1 |     |     | 24.3 |
| 1973  | New York | 17 |    | 45.0 | .514 |     | .777 | 7.3 | 6.2 |     |     | 21.9 |
| 1974  | New York | 12 |    | 40.9 | .502 |     | .898 | 7.9 | 4.0 | 1.8 | 0.3 | 22.5 |
| 1975  | New York | 3  |    | 41.3 | .630 |     | .813 | 6.7 | 7.0 | 3.7 | 0.0 | 23.7 |
| Total | Total    | 93 | ?  | 42.5 | .511 |     | .751 | 7.2 | 6.4 | 2.1 | 0.3 | 20.7 |

## Logros y reconocimientos
- 7 veces All Star (1970–1976, MVP en 1975).
- Incluido en 4 ocasiones en el mejor quinteto de la liga (1970, 1972, 1974, 1975).
  - En 2 ocasiones en el segundo mejor quinteto (1971, 1973).
- Incluido en 7 ocasiones en el mejor quinteto defensivo de la liga (1969–1975).
- Su camiseta con el número 10 fue retirada por los Knicks en 1979.
- Miembro del Basketball Hall of Fame desde 1987.
- Elegido uno de los 50 mejores jugadores de la historia de la NBA en 1996.
- Elegido en el Equipo del 75 aniversario de la NBA en 2021.